# Super...qui?
Super...qui? (originalment en francès, Super-héros malgré lui) és una pel·lícula francesa coescrita, coproduïda i dirigida per Philippe Lacheau, estrenada el 2021. S'ha doblat i subtitulat al català.

## Sinopsi
En Cédric és un actor fracassat a qui ha deixat la xicota. Però, per fi, aconsegueix un paper protagonista: el del superheroi Badman. Ara té l'oportunitat de sortir d'un pou de desgràcies. Un dia, marxa del rodatge amb pressa, sense canviar de vestuari, i té un accident de trànsit. Es desperta amb amnèsia i convençut que és un superheroi.

## Repartiment
- Philippe Lacheau: Cédric/Badman
- Élodie Fontan: Éléonore
- Tarek Boudali: Adam
- Julien Arruti: Seb
- Jean-Hugues Anglade: Michel Dugimont
- Alice Dufour: Laure
- Brahim Bouhlel: Jimmy
- Pascal Boisson: José
- Chantal Ladesou: la productora
- Tony Saint Laurent: el director
- Georges Corraface: Alain Belmont
- Régis Laspalès: Jean-Pierre
- Rayane Bensetti: Ludovic